# Chaoilta insularis
Chaoilta insularis är en stekelart som först beskrevs av Cameron 1911.  Chaoilta insularis ingår i släktet Chaoilta och familjen bracksteklar. Inga underarter finns listade i Catalogue of Life.